# Hisza
Hisza (arab. هيشة) – miejscowość w Syrii, w muhafazie Ar-Rakka. W 2004 roku liczyła 2162 mieszkańców.